# Arnold Tammes
Arnold Jan Pieter Tammes (Groningen, 10 juli 1907 – Amsterdam, 21 augustus 1987) was een Nederlands rechtsgeleerde en dichter. Hij was hoogleraar Volkenrecht en Internationale Betrekkingen aan de Universiteit van Amsterdam en schreef als dichter onder het pseudoniem J.C. Noordstar. Hij was tevens redacteur voor de Nieuwe Rotterdamsche Courant.

## Biografie
Tammes werd geboren in Groningen aan het Schuitendiep oostzijde, nummer 74a, als zoon van de in die tijd bekende cacaofabrikant Gerard Tammes. Zijn vader was een broer van de  botanica Jantina Tammes. Hij ging rechten studeren aan de Rijksuniversiteit Groningen en werd lid van GSC Vindicat atque Polit. Tijdens zijn studententijd woonde hij bij zijn ouders en publiceerde hij als J.C. Noordstar gedichten in het studentenweekblad van de Groninger Universiteit Der clercke cronike (1929) en in de Groninger Studenten Almanak (1931). J.C. Noordstar publiceerde voorts gedichten in De Vrije Bladen (1931-1935) en in Forum (1930). Tammes was bevriend met de dichter N.E.M. Pareau (pseudoniem van Herman Jan Scheltema). Begin jaren dertig hadden ze samen in Groningen een uitgeverijtje: Eben Haëzer. Tammes en Scheltema kwamen in hun studententijd vaak bijeen in de bodega Dik in de Guldenstraat in Groningen, met onder andere Johan van der Woude en E. Elias.
Tammes stond in nauw contact met de Groningse schildersvereniging De Ploeg en publiceerde samen met Halbo C. Kool, N.E.M. Pareau en Herman Poort het pamflet Het Pierement, gedrukt door Hendrik Werkman. Werkman verzorgde onder andere de typografie voor zijn debuut De Zwanen (1930). Voorts was Tammes medewerker aan De Vrije Bladen (1931). Vermoedelijk publiceerde hij in de oorlogsjaren onder het pseudoniem W. Noordstar. Pas na de herdruk in 1967 van Zwanen en andere gedichten werd Noordstar bekend. Deze (uitgebreide) herdruk werd verzorgd door Rudolf Escher, componist en vriend van Noordstar. Zijn manier van dichten, waarbij 19e-eeuwse dichtvormen worden gebruikt, maar met een simpel, modern woordgebruik, doet soms denken aan Piet Paaltjens. J.C. Noordstar wordt wel beschouwd als een voorloper van de Vijftigers.
In 1946 werd Tammes benoemd tot hoogleraar volkenrecht aan de Universiteit van Amsterdam, als opvolger van J.H.W. Verzijl; hij hield zijn oratie, getiteld Internationale noodzaak, op 19 mei 1947. In zijn boek Hoofdstukken van internationale organisaties uit 1951, een van de vroegste handboeken over het recht der internationale organisaties, constateerde hij reeds dat de Europese Gemeenschap voor Kolen en Staal een bijzondere organisatie was met een rechtsstructuur die afweek van die van andere organisaties. In 1958 gaf hij de cours général voor de Haagsche Academie voor Internationaal Recht, getiteld Decisions of International Organs as a Scource of International Law. Hij maakte ook vele jaren deel uit van de Nederlandse delegatie naar de Algemene Vergadering van de Verenigde Naties en vertegenwoordigde Nederland in de Zesde Commissie daar. In 1977 ging hij met emeritaat als hoogleraar en werd opgevolgd door zijn promotus Herman Meijers.

## Publicaties (selectie)

### Poëzie
- 1930 De zwanen
- 1930 Het Pierement, door Community Singing (= J.C. Noordstar, Halbo C. Kool, N.E.M. Pareau en Herman Poort)
- 1935 Argos en Arcadia (met N.E.M. Pareau) (proza en poëzie)
- 1967 De zwanen en andere gedichten (tweede, sterk vermeerderde druk, door Rudolf Escher)
- 1983 't Eerdiploom en andere gedichten (bibliofiel, 50 ex.)
- 2000 J.C. Noordstar: De Zwanen en andere gedichten - & proza (door Reinold Kuipers)

### Proza
- 1935 Argos en Arcadia (met N.E.M. Pareau) (proza en poëzie)
- 2000 J.C. Noordstar: De Zwanen en andere gedichten - & proza (door Reinold Kuipers)

### Tijdschriften
- Als rechtenstudent in Groningen publiceerde Noordstar gedichten in het studentenweekblad 'Der clercke cronike' (1929) en in de 'Groningsche studenten almanak' (1931).
- J.C. Noordstar publiceerde gedichten in 'De Vrije Bladen' (1931-1935) en in 'Forum' (1930).
- J.C. Noordstar was redacteur van de ' Nieuwe Rotterdamse Courant', later 'NRC Handelsblad'.

### Diversen
- In 1930 werd op de meikermis in Groningen het poëtisch pamflet 'Het Pierement' verkocht. De opbrengst was voor de noodlijdende kunstenaars (het was  crisistijd). J.C. Noordstar had hieraan (anoniem) bijdragen geleverd.
- In 1934 werd 'In memoriam Herman Poort' uitgegeven. Een postuum liber amoricum, waarvoor ook J.C. Noordstar een gedicht schreef.
- In 1934 kwam de gedichtenbundel 'Groningse dichters' uit als bijlage bij 'De Vrije Bladen'. Hierin stonden ook gedichten van J.C. Noordstar.
- C. Buddingh' schreef een artikel over de herdruk van 'Zwanen en andere gedichten' in Het Parool in 1964. Het werd opgenomen in zijn boek: 'Een pakje per dag' (1967) blz. 22-26.
- J. Bernlef schreef over J.C. Noordstar in 'Wie a zegt' (1970).
- Wiel Kusters nam in 'Raad van Alfabet' een gedicht op van J.C. Noordstar 'Toen ik een kleine jongen was' en van diens vriend N.E.M. Parreau 'De kleine man, de kleine man' en schreef hier een commentaar bij.
- Rudolf Escher & Reinold Kuipers: 'J.C. Noordstar, N.E.M. Pareau & Ebenhaëzer (2000)

- Bibliothèque nationale de France: cb144095019 (data)
- Biografisch Portaal: 87670702
- Gemeinsame Normdatei: 131609270
- International Standard Name Identifier: 0000 0004 3982 8745
- Library of Congress Control Number: no2003112528
- Nationale Bibliotheek van Israël: 987007287777505171
- Nederlandse Thesaurus van Auteursnamen: 068718055
- Système universitaire de documentation: 154996254
- Virtual International Authority File: 53848327
- WorldCat: E39PCjw7rXbTQPkq9X9XFqKB8y